# Merișani (gmina Dobrotești)
Merișani – wieś w Rumunii, w okręgu Teleorman, w gminie Dobrotești. W 2011 roku liczyła 1272 mieszkańców.